# 一三
 一三 （いちぞう、1973年5月1日 - ）は、鹿児島県名瀬市(現奄美市)出身の日本の俳優である。
以前は本名の屋宮一三(おくみやいちぞう)で活動していた。

## 人物
- 鹿児島県奄美市(旧名瀬市)出身。血液型はB型。
- 趣味は、名画座巡り、バッティングセンター荒らし、徘徊。
- 特技は、剣道(2段)、鉄骨建方合番、玉掛技能、溶接、奄美大島の方言。
- 免許・資格は、中型自動車、普通自動二輪、日本プロライフガード連盟救護員、日本赤十字救急法救急員、Medic First Aid、剣道2段、食品衛生責任者、色彩士検定4級、職長教育(RST方式)、建築物等の鉄骨組立て等作業主任者、玉掛技能講習、有機溶剤作業主任者、第二種酸素欠乏危険作業主任者、高所作業車運転技能講習、ガス溶接技能講習、アーク溶接特別教育、足場の組立て特別教育、研削といしの取替等の業務に係わる特別教育、カッパ捕獲許可証、を保持。

## 出演

### テレビドラマ
- 特命係長 只野仁 スペシャル'06〜高級レストランとおふくろの味〜スペシャル第3弾（2006年9月23日、テレビ朝日）
- 水曜ミステリー9 / ボディーガードの女 あなたの命守ります!!（2007年2月14日、テレビ東京 / BSジャパン）
- 魔性の群像4（2017年） - バイク 吹き替え
- 大河ファンタジー『精霊の守り人』最終章（2017年 、NHK総合）
- NHK大河ドラマ 西郷どん（2018年 、NHK総合） - 琉仲為 役、奄美ことば指導も担当
- 時効警察・復活スペシャル（2019年、テレビ朝日） - タクシー運転手 役
- 同期のサクラ3 話 3 話（2019年、日本テレビ） - 職人 役
- 異世界居酒屋「のぶ」（2020年 、WOWOW） - 小杉竜一・吹替
- 赤いナースコール 5 話（2022年8月8日、テレビ東京 / BSジャパン） - リポーター 役
- 暴太郎戦隊ドンブラザーズ 第14話・第39話・第45話（2022年6月5日・12月4日・2023年1月22日、テレビ朝日） - 寺崎 役

### バラエティ
- エンタ☆天国!（2005年4月 - 2006年3月、TOKYO MX）
- 北野大のえ〜コロジー（2005年、青森朝日放送） - エコロジーチャレンジャー
- ニッポン!チャ×3（2006年、TBS） - 「清原和博編」清原和博役
- 北島ウインクハート（2007年、テレビ東京） - 「巨人軍寮長編」松井秀喜 役
- メディアッティ笑タイム（2007年3月、所沢ケーブルテレビ）
- 徳光和夫の感動再会"逢いたい"スペシャル（2008年、TBS） - 「オフロードレーサー渡辺幸哉編」渡辺幸哉 役
- 東京朝景（2011年3月、テレビ朝日） - 朝日を見に行く男
- 中居正広の金曜日のスマたちへ「金スマ ニッポン企業伝 セブン-イレブン波瀾万丈」（2012年7月6日、TBS） - 第一号最初の客 役
- タイムスクープハンター「激流！ふんどし男の渡し」（2014年7月12日、NHK総合） - 永吉 役
- 世界のイイね映像！秋の祭典スポーツ顔力王〜有名人の意外な顔も見られちゃうSP〜（2015年9月27日、フジテレビ） - 「島野修 編」島野修 役

### 映画
- やじきた道中 てれすこ（2008年7月、松竹）
- 20世紀少年 -最終章- ぼくらの旗（2008年8月、東宝）
- 戦国少女伝 妖怪忍者 忍（2012年4月）
- 蟻が飛ぶ日 （2013年3月公開）
- ライヴ（2014年5月、KADOKAWA）
- 流し屋 鉄平（2015年、東映ビデオ）
- 起終点駅 ターミナル（2015年11月、東映）
- 忍びの国（2017年7月公開、東宝） - 下忍 役
- 牙狼-GARO- 神ノ牙-KAMINOKIBA- -（2018年、東北新社） - ジャギ 役
- アルキメデスの大戦（2019年7月26日公開、東宝） - 左官2 役
- 下忍～赤い影～（2019年10月4日公開、AMGエンタテインメント） - リキ 役
- ミセス・ノイズィ（2020年12月4日、ヒコーキ・フィルムズインターナショナル） - 記者 A 役
- 北風アウトサイダー（2022年2月11日、渋谷プロダクション） - 大森たけじ 役
- モエカレはオレンジ色 （2022年7月8日、松竹） - 運転手 役

### オリジナルビデオ
- メイドな涼chan（2006年1月、レイフル） - オカマ 役
- スシガール（2008年、彩プロ） - 準主役・高田浩二 役
- 愛しのOYAJI 激突編（2008年12月、GPミュージアムソフト） - 組員3 役
- ドキュメンタリーハイ（上）〜レクイエムレイラ〜（2010年10月、よしもとアール・アンド・シー） - 奴隷1 役
- 君はゾンビに恋してる（2011年、クロック・ワークス） - ゲロ山太郎 役
- すごくエッチなどっきりカメラ!! 2（2014年、アムモ98）
- 放送デキナイ禁断霊映像5（2016、アイエス・フィールド）

### ネット配信ドラマ
- カミカゼの街 第三章 摂る男（2005年、MA@Vision） - 主演・摂る男 役
- 戦国軍師　加藤洋一（2007年、株式会社USP） - 常務/副将 役
- もう一度行きたい！おもひでの場所（2009、札幌BB:SapporoBB TV） - AD、一三 役
- ローンダイエット大作戦 ~（2009、東京スター銀行スペシャルサイト） - Episode-3 - ヨースケ 役
- 連続映画小説「なまじっか」第2章「ライスマンのすべて」（2011年5月、Bananastar） - 主演
- 全裸監督[5,8話]（Netflix、2019年8月8日公開） - 幹部ヤクザ  役
- THE 重大事件 Vol.3 第 1 話（2022年5月17日、Hulu） - 医者 役

### インターネット番組
- ハッピーアラモード（2005年、SSP-TV） - ゲスト
- ただいまアイドリング中（2005年、MA@Vision） - MC

### 舞台
- 赤井英和物語〜ジャンプ〜（2003年11月2日 - 5日、日本青年館大ホール）
- ウィングス（2004年12月11日 - 19日、全労済ホール スペース・ゼロ）ショーGEKI大魔王
- どんどんどんどん（2004年、愛・地球博 モリゾー・キッコロメッセ）
- UNDER WATER OVER（2006年、銀座みゆき館）GOKAN
- ぼく達の青春（2006年、三百人劇場）
- トペ・コンヒーロー（2007年12月）
- どこでもない場所（2008年、紀伊國屋ホール）
- 男たちのSADAME（2009年2月4日 - 8日、シアターサンモール）
- 彩られたモノ・クローン（2009年）
- あり得ない!「お父さんの殺人」（2009年）劇団クロックガールズ　作・演出：江頭美智留
- プラハ国立歌劇場 『アイーダ』  (2009年10月 - 11月、東京文化会館 他)
- 神保町のよくある風景［カタチ］（2011年）神田時来組
- 朝丘雪路　津川雅彦　特別出演『花や...蝶や...』（2013年）

### CM
- livedoor（2004年）
- 全農 JAタウン（2005年） - メイン
- ツインリンクもてぎ（2007年）
- 当配便（2008年）
- CLC（2012年）
- 内閣府 未然奉行（2014年）
- Panasonic　コアトレチェア（2017年） - メイン
- くらしのマーケット（2018年）
- Panasonic　コアトレチェア（2018年） - メイン
- 株式会社 JTB ふるさと納税 ふるぽ (2020年) - メイン
- 松屋 みんなの！マツベンサンバ篇（2021年）
- 三菱ふそうトラック・バス株式会社（2022 年）
- ファミリーマート ブラックサンダーフラッペ（2022 年）

### VP
- 焼肉の牛太
- ぐるなび
- K-MIX
- リクナビ（2014年）
- アクアクララ（2016年）
- 東栄住宅（2016年）
- お仏壇のはせがわ（2016年）

### 広告
- JICA（2002年）
- KYOUTEI FAN!（2009年12月、浜名湖競艇） - メイン

### 雑誌
- AERA ENGLISH（2005年、朝日新聞社） - AERA ENGLISH MAN 役